# هومر نورتن
هومر نورتن (بالإنجليزية: Homer H. Norton)‏ هو لاعب كرة قاعدة أمريكي، ولد في 30 ديسمبر 1896 في كاروللتون في الولايات المتحدة، وتوفي في 26 مايو 1965.